# Афанасий (Нечаев)
Архимандри́т Афана́сий (в миру Анато́лий Ива́нович Неча́ев; 1 (13) мая 1886, село Любятино, Пензенский уезд, Пензенская губерния — 14 декабря 1943, Париж) — священник Западноевропейского экзархата Русской православной церкви, настоятель Трёхсвятительского подворья в Париже, благочинный приходов Московской Патриархии во Франции.

## Биография
Родился 31 апреля 1886 года в селе Любятино Пензенского уезда Пензенской губернии в семье священника, в которой было шестеро детей.
До 1917 года работал железнодорожником.
В мае 1923 года выехал из Советской России в Финляндию. Подвизался в Валаамском монастыре.
В 1926 году прибыл в Париж и поступил в Свято-Сергиевский богословский институт.
4 декабря 1926 года на Свято-Сергиевское подворье в Париже был пострижен в монашество с именем Афанасий. 6 декабря того же года был рукоположён в сан иеродиакона. 30 октября 1927 года был рукоположён в сан иеромонаха.
27 мая 1928 года был назначен настоятелем обители Нечаянной Радости в предместье Ливри-Гарган под Парижем.
13 мая 1931 года сохранил верность митрополиту Сергию (Страгородскому) когда митрополит Евлогий (Георгиевский) отказался от подчинения последнему. После этого служил в клире Трехсвятительского подворья в Париже помощником настоятеля. В 1933 году был возведён в сан архимандрита.
В 1933 году был назначен настоятелем Трёхсвятительского подворья и благочинным немногочисленных приходов Московской Патриархии во Франции. Был первым духовным наставником будущего митрополита Антония (Блума).
Во время оккупации Парижа немцами помогал преследуемым евреям, за что 31 сентября 1943 года был арестован во время молебна в церкви и подвергнут допросам гестапо. 14 декабря 1943 года умер от изнеможения в застенках гестапо. Похоронен на Кладбище Сен-Женевьев-де-Буа.

## Публикации
- Всенощное бдение. — Париж, [1938]. — 30 с. — (Православные богослужения).
- Как я нашёл Христа // Приходской вестник. — Лондон. 1953. — № 1, 2.
- Старый Валаам : [Воспоминания архимандрита Афанасия (Нечаева)] // Русский паломник. — Chico, California, 1990. — № 1-2
  - Старый Валаам // Север. 1991. — № 9.
  - Старый Валаам // Старый Валаам. Воспоминания о монастыре 1914—1943 гг. — СПб., 2006. — С. 163—164
- Праздники двунадесятые (Господни): [Проповеди] // Альфа и Омега. 1998. — № 1 (15). — C. 101—117.
- От Валаама до Парижа. — Москва : Фонд «Духовное наследие митрополита Антония Сурожского», 2011. — 222 с. — ISBN 978-5-903898-24-4